# Chilobrachys khasiensis
Chilobrachys khasiensis is een spinnensoort in de taxonomische indeling van de vogelspinnen (Theraphosidae).
Het dier behoort tot het geslacht Chilobrachys. De wetenschappelijke naam van de soort werd voor het eerst geldig gepubliceerd in 1977 door Benoy Krishna Tikader.

## Voorkomen
De soort komt voor in India.